# 5–7 The Cross

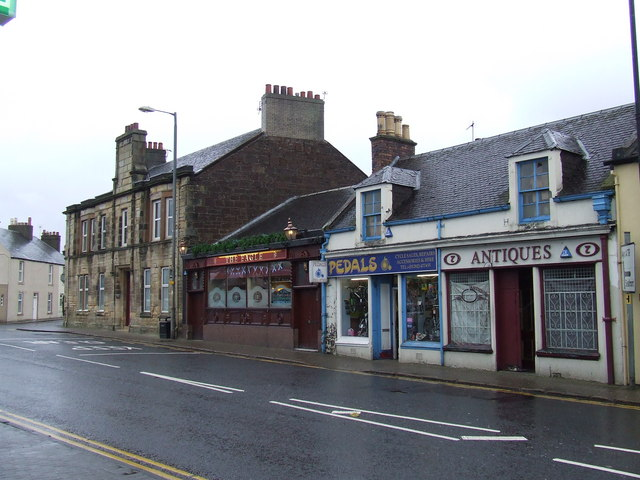
5–7 The Cross mit weißem Fassadenanstrich, 2009

Unter der Adresse 5–7 The Cross in der schottischen Stadt Prestwick in der Council Area South Ayrshire befinden sich zwei Wohn- und Geschäftsgebäude. 2008 wurden sie in die schottischen Denkmallisten in der Kategorie C aufgenommen.

## Beschreibung
Die zusammengehörigen Gebäude stammen aus der Mitte des 19. Jahrhunderts. Sie liegen an der Straße The Cross im alten Zentrum Prestwicks schräg gegenüber dem Alten Rathaus. Die nordwestexponierten Frontseite ist annähernd symmetrisch aufgebaut. Ebenerdig sind in den einstöckigen Gebäuden Ladengeschäfte mit flächigen, schlichten Schaufenstern eingerichtet. Zweiflüglige Holztüren trennen die Fensterflächen. Das Erdgeschoss schließt mit einem schlichten Holzgesimse ab. Die verbleibende Fassadenfläche ist mit Harl verputzt. Die Gebäude schließen mit einem schiefergedeckten Satteldach. Zur Vorderseite sind zwei Dachgauben mit Walmdächern verbaut.
Die Gebäude gelten als seltene erhaltene Vertreter der für das 19. Jahrhundert typischen Bauweise eines Ladengeschäfts. Erwähnenswert ist die weitgehend unveränderte Fassade mit den erhaltenen rechteckigen Schaufenster. Der Innenraum entspricht hingegen nicht mehr dem ursprünglichen Zustand. Außerdem wurde ein rückwärtiger Anbau im Laufe des 19. Jahrhunderts hinzugefügt.